# Epimecis detexta
Epimecis detexta är en fjärilsart som beskrevs av Walker 1860. Epimecis detexta ingår i släktet Epimecis och familjen mätare. Inga underarter finns listade i Catalogue of Life.